# Karim Azizou
Karim Azizou (né le 20 janvier 1985 à Périgueux en Dordogne) est un footballeur franco-marocain, qui évoluait au poste de défenseur.

## Palmarès
France -17 ans
- Euro -17 ans :
  - Finaliste : 2002.